# Paul Gallen

a Compétitions nationales et continentales officielles uniquement.

b Matchs officiels uniquement.
Paul Gallen, né le 14 août 1981 à Sydney, est un joueur de rugby à XIII australien évoluant au poste de deuxième ou troisième ligne dans les années 2000. Il a effectué toute sa carrière professionnelle aux Cronulla Sharks depuis 2001. Titulaire dans ce club, il a pris part au City vs Country Origin du côté de City ainsi qu'au State of Origin avec l'équipe de Nouvelle-Galles du Sud. Enfin, il est également appelé en sélection d'Australie avec laquelle il remporte le titre de champion du monde en 2013 ainsi que les tournois des Quatre Nations 2009 et 2011.

## Palmarès
- Collectif :
  - Vainqueur de la Coupe du monde : 2013 (Australie).
  - Vainqueur du Tournoi des Quatre Nations : 2009 & 2011 (Australie).
  - Vainqueur du State of Origin : 2014 (Nouvelle-Galles du Sud).
  - Vainqueur de la National Rugby League : 2016 (Cronulla-Sutherland).
  - Finaliste de la Coupe du monde : 2008 (Australie).
  - Finaliste du Tournoi des Quatre Nations : 2009 & 2010 (Australie).

- Individuel :
  - Meilleur joueur du State of Origin : 2014 (Nouvelle-Galles du Sud).
  - Élu meilleur troisième ligne de la National Rugby League : 2011, 2012 et 2017 (Cronulla-Sutherland).

## Détails

### En club
| Saison | Club                       | Compétition           | Matchs | Points | Essais | Buts |   |
| ------ | -------------------------- | --------------------- | ------ | ------ | ------ | ---- | - |
| 2001   | Cronulla-Sutherland Sharks | National Rugby League | 2      | 0      | 0      | 0    | 0 |
| 2002   | Cronulla-Sutherland Sharks | National Rugby League | 21     | 4      | 1      | 0    | 0 |
| 2003   | Cronulla-Sutherland Sharks | National Rugby League | 17     | 20     | 5      | 0    | 0 |
| 2004   | Cronulla-Sutherland Sharks | National Rugby League | 19     | 20     | 5      | 0    | 0 |
| 2005   | Cronulla-Sutherland Sharks | National Rugby League | 25     | 24     | 6      | 0    | 0 |
| 2006   | Cronulla-Sutherland Sharks | National Rugby League | 18     | 28     | 7      | 0    | 0 |
| 2007   | Cronulla-Sutherland Sharks | National Rugby League | 19     | 8      | 2      | 0    | 0 |
| 2008   | Cronulla-Sutherland Sharks | National Rugby League | 20     | 16     | 4      | 0    | 0 |
| 2009   | Cronulla-Sutherland Sharks | National Rugby League | 16     | 28     | 7      | 0    | 0 |
| 2010   | Cronulla-Sutherland Sharks | National Rugby League | 23     | 12     | 3      | 0    | 0 |
| 2011   | Cronulla-Sutherland Sharks | National Rugby League | 20     | 24     | 6      | 0    | 0 |
| 2012   | Cronulla-Sutherland Sharks | National Rugby League | 16     | 12     | 3      | 0    | 0 |
| 2013   | Cronulla-Sutherland Sharks | National Rugby League | 16     | 8      | 2      | 0    | 0 |
| 2014   | Cronulla-Sutherland Sharks | National Rugby League | 9      | 8      | 2      | 0    | 0 |
| 2015   | Cronulla-Sutherland Sharks | National Rugby League | 18     | 4      | 1      | 0    | 0 |
| 2016   | Cronulla-Sutherland Sharks | National Rugby League | 20     | 16     | 4      | 0    | 0 |
| 2017   | Cronulla-Sutherland Sharks | National Rugby League | 25     | 12     | 3      | 0    | 0 |
| 2018   | Cronulla-Sutherland Sharks | National Rugby League | 22     | 4      | 1      | 0    | 0 |
| 2019   | Cronulla-Sutherland Sharks | National Rugby League | 22     | 9      | 1      | 2    | 1 |